# 彭寶琴
彭寶琴，GBS（1962年—），香港特別行政區高等法院上訴法庭法官，國安法指定法官，主審2016年農曆新年旺角騷亂及潘曉穎命案等。

## 經歷
彭寶琴在1985年於香港大學取得社會科學學士學位，1993年通過英國曼徹斯特城市大學的法律專業共同試，1994年在香港獲認許為大律師。1995年，她加入律政署出任檢察官，在民事法律科下的民事訴訟組工作，1998年後晉升為高級政府律師，被調派至刑事檢控科，於2001年考取香港大學法學碩士學位。
2007年，彭寶琴獲晉升為副首席政府律師，2010年獲委任為區域法院法官，2013年11月15日獲委任為高等法院原訟法庭法官。

## 家庭
彭寶琴的亡夫歐陽國基曾任職於水警總區總部，他於2016年疑因隱性心臟病突發猝死。

## 重要主審案件
- 2016年農曆新年旺角騷亂 - 於審理該案期間，一名支持民主派的老婦王鳯瑤，只因戴着寫有「光復香港」的頸巾入庭，被彭寶琴指稱她展示標語，判婆婆藐視法庭罪成，罰款1000元。[4]而另一名自稱內地遊客的男子，於庭內朝陪審團方向拍攝，並傳送到微信的聊天室當中，違犯《簡易治罪條例》，彭寶琴則相信其為不認識法律、不熟悉司法程序的無心之失。[5][6]及後案件退庭時，司法機構收到匿名電郵，內有數張陪審員庭上的照片，電郵並寫著「還有很多」，然而警方未有拘捕任何人。[7]
- 荃灣灰窰角街工廈水泥藏屍案[8][9]
- 潘曉穎命案
- 張祺忠殺妻案

## 爭議
因應其作為法官作出的判決，不少香港泛民主派及本土派支持者都不表認同。於香港近年社會運動中，彭都成為被攻擊對象之一。
- 於審理2016年農曆新年旺角騷亂 案件期間，彭對拍攝陪審團成員的內地男子未有作出檢控，執達主任並無留下該名男子的資料，時事評論員黃岸然指彭叫陪審團毋須擔心，是嚴重的謬誤，既是誤導，也對陪審團絕不公平。執達主任處理事件輕率也是十分詭異，不合常理。[6]
- 2020年1月1日的元旦大遊行，有近103萬人參加，香港警察統計人數為5萬人[10]，其中有示威者於高等法院外牆以噴漆寫上「彭寶琴紅底官」和「法治已死」等抗議字句。[11]